# Masakazu Tashiro
Masakazu Tashiro (jap. 田代 真一; * 26. Juni 1988 in Tokio, Präfektur Tokio) ist ein japanischer Fußballspieler.

## Karriere
Masakazu Tashiro erlernte das Fußballspielen in der Jugendmannschaft der Yokohama F. Marinos. Hier unterschrieb er 2007 auch seinen ersten Profivertrag. Die Saison 2011 und 2012 wurde er an den FC Machida Zelvia nach Machida ausgeliehen. Mit dem Verein spielte er in der Japan Football League, der damaligen dritten Liga. Als Tabellendritter stieg er mit dem Club Ende 2011 in die zweite Liga auf. Nach Vertragsende in Yokohama schloss er sich Anfang 2014 JEF United Ichihara Chiba an. Mit dem Klub aus Ichihara spielte er in der zweiten Liga, der J2 League. Hier kam er auf 15 Zweitligaspiele. Die Saison 2016 spielte er beim Erstligaabsteiger Montedio Yamagata in der zweiten Liga. Nach einem Jahr unterschrieb er einen Vertrag beim Ligakonkurrenten V-Varen Nagasaki. Mit dem Klub aus Nagasaki wurde er Vizemeister der zweiten Liga und stieg in die erste Liga auf. Von Juli 2018 bis Januar 2019 wurde er an den in der zweiten Liga spielenden Yokohama FC nach Yokohama ausgeliehen. Ende 2019 feierte er mit Yokohama die Vizemeisterschaft und den Aufstieg in die erste Liga. Im Februar 2019 wurde er von Yokohama fest unter Vertrag genommen. Im Juli 2021 wechselte er auf Leihbasis zum Zweitligisten FC Machida Zelvia. Hier kam er jedoch nicht zum Einsatz. Nach Vertragsende in Yokohama wechselte er am 1. Februar 2022 nach Saitama zum Zweitligisten Ōmiya Ardija. Hier stand er eine Spielzeit unter Vertrag und absolvierte 15 Ligaspiele. Zu Beginn der Saison 2023 unterschrieb er einen Vertrag beim Zweitligaabsteiger Iwate Grulla Morioka.

## Erfolge
V-Varen Nagasaki
- Japanischer Zweitligavizemeister: 2017  ▲

Yokohama FC
- Japanischer Zweitligavizemeister: 2019  ▲